# Тиоцианат меди(II)
Тиоцианат меди(II) — неорганическое соединение,
соль меди и роданистоводородной кислоты с формулой Cu(SCN)2,
чёрный порошок, разлагается в воде.

## Получение
- Обменная реакция растворов тиоцианата натрия и сульфата меди:

{\displaystyle {\mathsf {CuSO_{4}+2NaSCN\ {\xrightarrow {}}\ Cu(SCN)_{2}\downarrow +Na_{2}SO_{4}}}}

## Физические свойства
Тиоцианат меди(II) образует чёрный порошок.
Не растворяется в воде, р ПР = 13,4.
Растворяется в растворах аммиака с образованием [Cu(NH3)4](SCN)2.

## Химические свойства
- Разлагается при нагревании, выделяя родан:

{\displaystyle {\mathsf {2Cu(SCN)_{2}\ {\xrightarrow {100^{o}C}}\ 2CuSCN+(SCN)_{2}\uparrow }}}
- Легко восстанавливается:

{\displaystyle {\mathsf {2Cu(SCN)_{2}+Na_{2}SO_{3}+H_{2}O\ {\xrightarrow {}}\ 2CuSCN+Na_{2}SO_{4}+2HSCN}}}

## Применение
- Используется для приготовления детонирующих капсул и спичек.